# Roman Ossipowitsch Jakobson

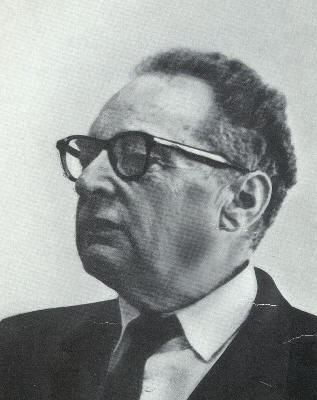
Roman Jakobson

Roman Ossipowitsch Jakobson (russisch Роман Осипович Якобсон, wiss. Transliteration Roman Osipovič Jakobson) (* 11.jul. / 23. Oktober 1896greg. in Moskau; † 18. Juli 1982 in Boston, Vereinigte Staaten) war ein russischer Philologe, Linguist und Semiotiker.

## Biographie
Roman Jakobson wurde in Moskau als ältester von drei Söhnen in eine Industriellen-Familie jüdischer Abstammung geboren; einer seiner Brüder war Sergius Yakobson. Er studierte in seiner Heimatstadt Moskau Slawistik und schloss sich bald dem Moskauer Linguistenkreis an, der dem Russischen Formalismus zugerechnet wird, einer Schule, die unter anderem die erste Theorie des damals neuen Mediums Film hervorgebracht hat.
1920 kam Jakobson als Mitarbeiter der sowjetischen Gesandtschaft nach Prag, verließ diesen Posten aber bald, um sich wieder der Wissenschaft zu widmen. 1926 war er Mitbegründer des Prager Linguistenkreises. 1933 erhielt er eine Professur an der Universität Brünn. 1939 floh er vor dem Einmarsch der Deutschen aus der Tschechoslowakei nach Dänemark und Norwegen, dann nach Schweden (Uppsala, Stockholm). 1941 folgte er einem Ruf an die École Libre des Hautes Études, eine französische Exil-Universität in New York. Dort traf er Claude Lévi-Strauss, den er nachhaltig beeinflusste. 1943 erhielt er eine Professur an der Columbia University; 1949 wurde er an die Harvard University berufen. 1950 wurde er in die American Academy of Arts and Sciences gewählt. Ab 1957 lehrte er, als erster Harvard-Professor überhaupt, zugleich auch am benachbarten Massachusetts Institute of Technology (MIT). 1967 wurde er emeritiert und hatte bis 1974 Gastprofessuren am Collège de France und an den Universitäten Yale, Princeton, Brown, Brandeis, Leuven und New York. Die Königlich Niederländische Akademie der Wissenschaften nahm ihn 1960 als auswärtiges Mitglied auf. 1974 wurde er zum korrespondierenden Mitglied der British Academy gewählt. 1980 erhielt er den internationalen Antonio-Feltrinelli-Preis.

## Werk
Neben Nikolai Sergejewitsch Trubetzkoy spielte Jakobson eine herausragende Rolle als Vertreter der Prager Schule des Strukturalismus, zu deren Forschungsgegenständen die phonologischen Grundlagen der natürlichen Sprache zählten. Jakobson erbrachte besonders große Leistungen in der Erforschung der allgemeinen Gesetze, nach denen Sprache funktioniert. Er beschäftigte sich intensiv mit der Entwicklung der Kindersprache und der Sprache der Aphasiker. Dank seiner zahlreichen interdisziplinären Ansätze lieferte er Erkenntnisse auf den Gebieten der Semiotik, der Kommunikationstheorie und in Bereichen der Philosophie und Psychologie. Jakobson publizierte außerdem über Folklore, über Film und Malerei und immer wieder über Poetik.

### Das Kommunikationsmodell
Aufbauend auf dem dreigliedrigen Organon-Modell der Sprache von Karl Bühler (1934) formuliert Jakobson in seinem Aufsatz Linguistics and Poetics (1960) ein Modell, demzufolge an jeder sprachlichen Mitteilung sechs Faktoren und Funktionen (Sprachfunktionen) beteiligt sind:
- der Kontext, von Jakobson auch referent genannt, der Voraussetzung dafür ist, dass die Kommunikation eine referentielle Funktion entfalten, nämlich Inhalte vermitteln kann;
- die Botschaft, die in ihrer poetischen Funktion selbst zum Thema werden kann;
- der Sender, über dessen Haltung zum Gesagten die emotive Funktion Auskunft gibt;
- der Empfänger, an den die Botschaft über ihre konative Funktion eine Aufforderung senden kann;
- der Kontakt, in Anlehnung an die Nachrichtentechnik auch physikalischer Kanal genannt, der durch die phatische Funktion der Botschaft aufrechterhalten wird;
- der Code, dessen wechselseitige Verständlichkeit in der metalingualen Funktion der Botschaft zum Thema wird.

Als Anwendung hat Jakobson dabei die literaturwissenschaftliche Textanalyse im Blick. Möglicherweise hat Jakobson aber dazu beigetragen, ein Modell zu popularisieren, das inzwischen, oft auf vier (4-Ohren-Modell) oder fünf (Lasswell-Formel) Konstituenten reduziert, in den Kernbestand der von „Kommunikationstrainern“ in unzähligen Seminaren gelehrten reduktionistischen Psychologie übergegangen ist.

### Jakobsons Beitrag zur Literaturwissenschaft und Poetik
Ausgehend von Erkenntnissen aus der Phonologie wendet Jakobson linguistische Konzepte auf die Poesie an und erklärt: „Poesie ist Sprache in ihrer ästhetischen Funktion“. In seiner Schrift Die neueste russische Poesie schreibt er: „Die Einstellung auf den Ausdruck, auf die sprachliche Masse ist das einzige für die Poesie wesentliche Moment.“ Dabei meint Ausdruck den aus der Form hervorgehenden Sinn.
Die Funktion der Sprache als Sozialkontakt reduziert sich in der Poesie auf ein Minimum. Jakobson hebt immer die Unterschiede zwischen praktischer und poetischer Sprache hervor. Gegenstand der Literaturwissenschaften und der Poesie ist nach Jakobson die Literarizität (später nannte er sie Poetizität), das meint den Faktor, der einen Text zu einem literarischen Kunstwerk macht. Jakobson meint, die Art und Weise, wie die Laute miteinander verbunden sind, also der lautliche Stoff der Sprache, sei für die Sinnhaftigkeit einer Aussage ausschlaggebend. Die Unterscheidung zwischen Phonetik und Phonologie hat bei diesem Gedanken Pate gestanden.
Bei der Analyse poetischer Texte spielt für ihn die intersubjektive Absicherung eine bedeutende Rolle, um Vergleichbarkeit und Prüfbarkeit zu gewährleisten. Das Subjekt ist, wie schon bei Humboldt, nur untergeordnet wichtig, da die Sprache nur ihren eigenen Regeln gehorcht und das bewusste Sprachverhalten des Subjekts untergraben oder gar entwerten kann.
Für die Geschichte der Linguistik war seine Unterscheidung (sowohl auf lexikalischer, als auch auf semantischer Ebene) zwischen Merkmalhaftigkeit und Merkmallosigkeit maßgeblich. Während etwa der Begriff „Katze“ einen merkmallosen Begriff darstellt, ist das Wort „Kater“ als merkmalhaft anzusehen (mit „Katze“ bezeichnen wir das Tier an sich, eine geschlechtsspezifische Angabe ist nicht klar ersichtlich, während wir mit „Kater“ ausschließlich männliche Katzen bezeichnen). Nach Jakobson zeigt sich die poetische Sprache als besonders merkmalhaft gegenüber der merkmallosen, „normalen“ Sprache.
Die von ihm begründete poetische Funktion von Sprache macht literarische Texte der linguistischen Analyse zugänglich. In seinen Werken zu diesem Thema hält er am Formalismus fest. Kritiker warfen ihm vor, diese Betrachtungsweise hindere ihn daran, das Wesen der Poesie zu erfassen.
Indem er die Sprache als Träger des Unbewussten identifiziert, bringt er eine wichtige Vorleistung für die spätere Entwicklung der Psychoanalyse. Jakobson meint außerdem, dass wir stets die poetisch passenden Worte aus vielen äquivalenten Worten wählen. Wir entscheiden nach phonologischen Kriterien, die die Bedeutung der Aussage lautsemantisch färben.
Durch diese Identifizierung der Poesie als Kunst, die der Ausgangspunkt jeder wissenschaftlichen Analyse über die Grundlagen der Sprache sein soll, privilegiert er sie deutlich gegenüber allen anderen literarischen Formen, was ihm ebenfalls häufig vorgeworfen wurde.

„Die in der morphologischen und syntaktischen Struktur der Sprache verborgene Quelle der Poesie, kurz die Poesie der Grammatik und ihr literarisches Produkt, die Grammatik der Poesie, sind den Kritikern selten bekannt, wurden von den Linguisten fast gänzlich übersehen und von schöpferischen Schriftstellern meisterhaft gehandhabt.“

### Die Textanalyse nach Jakobson
Jakobsons Analyse literarischer Texte zeichnet sich durch folgende Kriterien aus:
1. Induktive Analyse: Der Text wird in seine Bausteine zerlegt und daraus eine hierarchische Gliederung aufgestellt, diese baut auf der zuvor erwähnten binären Semantik, also auf dem Zusammenspiel zwischen Ähnlichkeiten und Differenzen, auf. Außerdem werden nach diesem Prinzip die verschiedenen, miteinander in Verbindung stehenden Sprachebenen funktional und hierarchisch analysiert.
2. Mythologisierung der Semantik: Allgemeingültigkeit wird angestrebt, die Differenzen zwischen Oberbegriffen werden aufgehoben, so auf am zuvor erwähnten Beispiel der Katze.

An dieser Vorgangsweise werden vor allem die Vernachlässigung des Kontextes und die Ausblendung des Beobachterstandpunktes kritisiert.

### Kindersprache und Aphasie
Aus seinen Studien zum Thema Kindersprache und Aphasie geht im Allgemeinen hervor, dass allen Sprachen die extreme lautliche Unterscheidung – wie etwa zwischen maximal offenen und maximal geschlossenen Vokalen oder zwischen Vokalen und geschlossenen Konsonanten – gemeinsam ist. Diese lautlichen Unterscheidungen sind es, die das Kind zuerst lernt und der Aphasiker zuletzt verliert. In Hinblick darauf können Jakobsons Untersuchungen als eine Art Entwicklungsgeschichte der Sprache gesehen werden. Auch die so genannte innere Sprache (vor allem die Sprachproduktion im Traum) versuchte er mittels Lautgesetzen zu erklären.
Im Falle der Aphasie kommt es zu Kombinationsstörungen, die auf der syntagmatischen Achse stattfinden und bei denen es sich um Metonymien handelt. Außerdem gibt es Wortfindungsstörungen auf einer paradigmatischen Achse in der Form einer Metapher.

### Der Strukturalismus nach Jakobson
Jakobson war Anhänger der strukturalistischen Schule, zunächst des Prager Strukturalistenkreises, und leistete wertvolle Beiträge zu deren Weiterentwicklung. Nach strukturalistischer Denkweise werden Gegenstände durch ihre Beziehung zu anderen Elementen des Systems konstituiert, die ohne dieses nicht existieren könnten und in ihren Eigenschaften beschrieben werden sollen. Der Prager Strukturalismus hält funktionale Erklärungen für immanente Erklärungen und stellt sich somit gegen das vorherrschende Bild mechanisch-kausaler Beziehungen. Jakobson soll anlässlich des ersten Internationalen Linguistenkongresses 1929 in einer Rede den Begriff des Strukturalismus eingeführt haben, was jedoch von mehreren Seiten bestritten wird.
Die Betrachtung der Struktur als linguistische Interpretationsmethode ist als Abwendung vom vorherrschenden Positivismus und Atomismus der Junggrammatiker zu sehen. Charakteristisch für den Prager Strukturalismus zwischen 1929 und 1939 ist eine Linguistik, die von der Einbettung und dem Ursprung in alltäglichen Erfahrungen und Fragestellungen ausgeht. Zum Verhältnis der Linguistik gegenüber anderen Wissenschaften meinte Jakobson, die Wechselbeziehungen zwischen den Humanwissenschaften fänden in der Linguistik ihren Mittelpunkt und diese fungiere als die progressivste und exakteste unter den Humanwissenschaften als Modell für alle übrigen dieser Disziplin. Diese Bedeutung der Errungenschaften der Linguistik für andere Wissenschaftsfelder hebt er in seinen Werken immer wieder hervor.
Als Grundlage für die Interpretation poetischer Texte sieht er die Mehrdeutigkeit.
Jakobson prägte auch die Begriffe Ikonizität (Ähnlichkeit) und Kontrast (Indexikalität). Diese lassen sich schließlich auf paradigmatischer bzw. syntagmatischer Achse ansiedeln (siehe Paradigma bzw. Syntagma). Jakobson unterscheidet außerdem zwischen Metapher und Metonymie. Diese sogenannte „binaristische Grundstruktur“ der Sprache ist allen sprachlichen Operationen eigen.

#### Unterschiede zu gängigen Konzepten des Strukturalismus
Jakobsons Strukturalismus unterscheidet sich in wesentlichen Punkten von den Ansichten de Saussures. So widerspricht er ihm etwa bei der Arbitrarität der Zeichen und spricht sich für eine Betrachtung des Objekts bei der Einbettung in das Regelsystem aus, das die Willkürlichkeit einschränkt. Die Regeln des sprachlichen Codes sieht er als Merkmale aller Sprachen, so etwa grundlegende Eigenschaften wie die Trennung von Vokal und Konsonant. Ein radikaler Unterschied zu anderen Sichtweisen zeigt sich auch in der Betrachtungsweise von An- und Abwesenheit von Objekten. Diese wären ohne die Existenz des jeweils anderen nicht bestimmbar (als Beispiel dafür ist die Gebundenheit nasaler Vokale an nasale Konsonanten und orale Vokale zu erwähnen). In diesem Sinne sind alle Zeichen nach Jakobson in einer gewissen Weise motiviert, unmotivierte Zeichen existieren nicht. Außerdem vertritt er im Gegensatz zu den Ansichten Saussures die Meinung, dass Synchronie und Diachronie eine untrennbare dynamische Einheit bilden. Als Differenz zum amerikanischen Strukturalismus kann die duale Betrachtungsweise zu Code und Nachricht und das Festhalten am Funktionalismus gesehen werden. Indem er auf die dynamischen Aspekte sowohl der Synchronie als auch der Diachronie hinweist, meint er, dass Synchronie und Diachronie keine unüberwindbaren Antithesen darstellen.

„Die Elimination der Statik, die Vertreibung des Absoluten, das ist der wesentliche Zug der neuen Zeit, die Frage nach brennender Aktualität. Gibt es eine absolute Ruhe, und sei es auch nur in der Form eines absoluten Begriffs ohne reale Existenz in der Natur, aus dem Relativitätsprinzip folgt, dass es keine absolute Ruhe gibt.“

Aus dieser Aussage lässt sich Jakobsons Hang zur Relativität, also gegen die Dinge, wie wir sie nur aus unserer bestimmten Perspektive heraus sehen, erkennen. Ein schwerwiegender Unterschied zum romantischen Strukturalismus zeigt sich in Jakobsons Ansichten über die Funktionen des Individuums, indem er dem gängigen Bild des individuellen Empfindens und dessen Orientierung an der Hermeneutik widerspricht und das Subjekt nur als eine Funktion unter vielen erwähnt.

#### Phänomenologischer Strukturalismus
„Strukturalismus heißt, nach Jakobson, Phänomene als ein strukturiertes Ganzes zu betrachten und die statischen oder dynamischen Gesetze dieses Systems freizulegen.“ (Pichler 1991, S. 101)
Somit schließt er an Husserls Ansichten über die Phänomenologie der Sprache an. In seinen Werken bezieht sich Jakobson auch oftmals auf Holenstein, indem die Phänomenologie als Fundamentalbetrachtung für den Strukturalismus fungiert. Er sieht in jedem Begriff eine phänomenologische Bestimmung.
Jakobson berücksichtigt unter anderem die subjektorientierten Fragestellungen und die Abhängigkeit der Urteilenden von ihrem jeweiligen Standpunkt. Er spricht sich für die „Einklammerung des Unwesentlichen“, anstatt der „Anhäufung und Synthese vorhandenen Wissens“ aus und meint, dadurch den Gegenstand an sich betrachten zu können. Hierbei spielt jedoch die Einstellung des Beobachters eine maßgebliche Rolle. Diese phänomenologische Einstellung stellt für Jakobson ein unbestreitbares Faktum dar, das für die Dominanz der einen oder anderen Sprachfunktion entscheidend ist. Das strenge Festhalten an der Phänomenologie und die daraus resultierende Ausblendung des Kontextes provozierte schließlich den Poststrukturalismus als Gegenbewegung.

#### Formalismus – Strukturalismus
Die 1928 von Jakobson und Tynjanow postulierten Prager Thesen weisen die mechanistischen Ansätze des russischen Formalismus, die Analyse durch Klassifizierung und Terminologisierung ersetzen, zurück und stellen somit den Übergang zum Strukturalismus dar. Der Wunsch nach einer Zerstückelung des Wissens solle abgelegt werden und ganzheitlichen Verfahren und Betrachtungsweisen weichen. Dennoch lässt sich aus Jakobsons Werken ein gewisser Hang zum Hegelianismus und damit eine Verbindung zum russischen Denken auffinden. Immer wieder distanziert er sich zwar vom Formalismus, also von einseitiger Betrachtung eines einzelnen Aspekts, dennoch sind Spuren seiner anfänglichen Prägung durch diese Schule in seinem Werk zu erkennen. Jakobson macht auch auf die Notwendigkeit der ganzheitlichen Untersuchung sowohl in der Linguistik, als auch in der Poetik aufmerksam. Er ersetzt das mechanische Verfahren durch die Konzeption eines zielorientierten Systems. Außerdem meint er in Bezug auf den teleologischen Charakter der poetischen Sprache, dass dieser sowohl bei der Poesie als auch in der Alltagssprache offensichtlich sei.

### Zum Verhältnis von Kunst und Wissenschaft
Jakobson sieht Kunst und Wissenschaft als zwei nicht eindeutig abgrenzbare Gebiete. Im Hinblick auf die Poesie und die Kreativität der Sprache sieht er die Grenzen immer mehr verschwimmen. Da die Poesie keinen Wahrheitswert beansprucht, sondern erst im Sprechakt an sich die Funktionalität der Sprache enthüllt, stellt sie für ihn einmal mehr Möglichkeiten zur Entfaltung der funktionalen Vollkommenheit der Sprache dar. Eine Analyse der Poesie ist demnach eine Möglichkeit, das Rätsel der Sprache zu entdecken. Er enthüllt damit die Poesie als die reinste Sprachkunst (siehe oben).
Die Fragestellungen, die in seinen linguistischen Untersuchungen auftauchen, sind für Jakobson untrennbar mit denen der modernen Kunst der zwanziger Jahre verbunden. In diesem Sinne findet er besonders am Kubismus Gefallen, der seiner Ansicht nach auch den Ausgangspunkt für eine Analyse des Futurismus darstellt.
„Der Kubist vervielfacht im Bild einen Gegenstand, zeigt ihn aus mehreren Perspektiven und macht ihn fühlbar. Das ist ein Verfahren der Malerei.“ (Roman Jakobson: Jakobson 1979: S. 131)
Ebenso wie die Kunst die Solidarität der Teile, die schließlich ein Ganzes bilden, betont, ist es dasselbe Verfahren das nach Jakobson auch der Poetik zuteil ist. Die Prager Strukturalisten sehen in der Kunst zuvörderst eine Struktur; später entwickeln sie ein Konzept der Kunst als Zeichensystem. Somit werden keine isolierten Untersuchungen vorgenommen, sondern die einzelnen Strukturen stets in Korrelation mit anderen Zeichensystemen untersucht. Auf diese Weise werden etwa die Gesellschaft, die Psychologie des Autors/Künstlers und die Evolution der Formen in die Analyse miteinbezogen. Jakobson besteht auf dem kommunikativen Charakter auch in der Kunst und die wiederum trennbare Vereinigung von Bedeutung und Ausdruck. Während das kommunikative Zeichen jedoch in arbiträrem Bezug mit der Realität steht, weist das ästhetische Zeichen in der Kunst mehrere Beziehungen zur Realität auf (damit meint er den gesamten Kontext, der den Rezipienten in Form von Kultur umfasst).

### Meine futuristischen Jahre
Bei diesem Werk handelt es sich um die Autobiographie Jakobsons, in der er unter anderem über seine Begegnungen mit wichtigen Dichtern oder Wissenschaftlern seiner Zeit berichtet. Hier stellt er eine sehr turbulente und belebte Jugend dar, die für sein nachfolgendes Schaffen von großer Bedeutung waren. Er selbst meinte, dass ihm der Kontakt zu Künstlern und Dichtern eine neue Perspektive eröffnete und seinen Geist prägte. Die Schrift liefert nicht nur interessante Hintergrundinformationen zum Leben Roman Jakobsons, sondern hilft auch, viele seiner Ansichten und vor allem Distanzierungen von Ansichten anderer Wissenschaftler und Künstler besser zu verstehen.

## Schriften
Jakobson publizierte in deutscher, englischer, französischer, italienischer, polnischer, russischer und tschechischer Sprache. Seine Originalbeiträge in Zeitschriften, Zeitungen, Sammelbänden, Konferenzberichten u. ä. sind großenteils nur schwer greifbar. Eine Gesamtausgabe (Selected Writings) ist auf 10 Bände angelegt.
- Remarques sur l’evolution phonologique du russe comparée à celle des autres langues slaves (1929)
- K charakteristike evrazijskogo jazykovogo sojuza (1930)
- Kindersprache, Aphasie und allgemeine Lautgesetze (1941)
- mit G. Fant und Morris Halle: Preliminaries to Speech Analysis (1952)
- mit M. Halle: Fundamentals of Language (1956). Grundlagen der Sprache. Berlin. (Schriften zur Phonetik, Sprachwissenschaft und Kommunikationsforschung, Nr. 1). Berlin 1960
- Linguistics and Poetics: Closing Statement (in: Style in Language, Hg. Thomas Sebeok, 1960)
- Child Language Aphasia and Phonological Universals (1968)
- Phonological Studies (1971)
- Form und Sinn. Sprachwissenschaftliche Betrachtungen. Wilhelm Fink Verlag, München 1974
- Aufsätze zur Linguistik und Poetik. München 1974
- Der grammatische Aufbau der Kindersprache. Rheinisch-Westfälische Akademie der Wissenschaften, Vorträge G 218 (mit Diskussionsbeiträgen) 1977
- mit Elmar Holenstein (Hrsg.): Poetik. Ausgewählte Aufsätze 1921–1971. Frankfurt am Main 1979, ISBN 3-518-07862-3
- mit seiner Ehefrau Krystyna Pomorska: Dialogues (1983)
- Kindersprache, Aphasie und allgemeine Lautgesetze. Suhrkamp, Frankfurt am Main 1992, ISBN 3-518-10330-X
- mit Elmar Holenstein (Hrsg.): Semiotik. Ausgewählte Texte 1919–1982. Suhrkamp. Frankfurt am Main 1992, ISBN 3-518-28607-2
- mit Bengt Jangfeldt (Hrsg.): Meine futuristischen Jahre. Friedenauer Presse, Berlin 1999, ISBN 3-932109-14-7
- mit Birus, Hendrik/Donat, Sebastian (Hrsg.): Poesie der Grammatik und Grammatik der Poesie. Sämtliche Gedichtanalysen. Kommentierte deutsche Ausgabe. 2 Bde. Walter de Gruyter, Berlin und New York 2007, ISBN 978-3-11-018362-7